# Pedicularis wallichii
Pedicularis wallichii là loài thực vật có hoa thuộc họ Cỏ chổi. Loài này được Bunge mô tả khoa học đầu tiên năm 1844.